# Anthenea crudelis
Anthenea crudelis är en sjöstjärneart som beskrevs av Doderlein 1915. Anthenea crudelis ingår i släktet Anthenea och familjen Oreasteridae. Inga underarter finns listade i Catalogue of Life.